# True Crime (Genre)
True Crime (deutsch etwa: „Wahres Verbrechen“) ist eine seit Mitte des 20. Jahrhunderts populäre Gattung, in der reale Kriminalfälle nacherzählt werden. Im Gegensatz zur Kriminalliteratur, die sich überwiegend mit fiktiven Fällen beschäftigt, handelt es sich um Sachliteratur. In vielen Teilen der Welt, auch in Deutschland, wurde True Crime in den 2010er Jahren durch seine Verbreitung in Podcasts bekannt. Bis 2023 wurde es in vielen Ländern, bspw. in den Vereinigten Staaten, zum mit Abstand beliebtesten Podcast-Genre. Es gibt darüber hinaus Adaptionen in Magazinen und im Theater (Leseinszenierung). Durch seine Thematisierung im Fernsehen in Form von Serien ist True Crime auch ein Film- bzw. Fernsehgenre.
Die Art und Weise, wie einzelne True-Crime-Formate wahre Verbrechen aufbereiten und ihrem Publikum präsentieren, ist in vielen Fällen umstritten und zunehmend Gegenstand der öffentlichen Diskussion.

## Inhaltliche Merkmale von True-Crime-Formaten
Das Genre widmet sich der Darstellung realer Kriminalfälle, überwiegend der von Mordfällen oder anderen Straftaten, die sich entweder durch besondere Schwere oder aufgrund einer besonders ungewöhnlichen, perfiden, abscheulichen oder anderweitig Aufsehen erregenden Vorgehensweise der Täter für die Inszenierung als True-Crime-Story eignen. Während etwa die Jagd nach Serientätern (insbesondere Serienmördern) und deren Verbrechen besonders häufig Gegenstand der eigentlichen Geschichten sind, analysieren regelmäßig erscheinende Werke (z. B. Magazine) in Kurzberichten – meist in gesellschaftskritischer Form – auch aktuelle (z. B. rechtliche) Problematiken oder Fälle, die derzeit generell mediales Interesse genießen. Üblich ist auch, dem Leser in speziellen Rubriken Einblicke in die Arbeit der Kriminalpolizei, in die systematische Untersuchung eines Verbrechens (Forensik), in Mittel und Methoden zur Bekämpfung einzelner Straftaten (Kriminalistik) oder in die Analyse des Täters in soziologischer und psychologischer Hinsicht (Kriminologie) zu geben. Diese wissenschaftlichen Aspekte, die von Fall zu Fall unterschiedlich zu bewerten sind, spielen auch in den Hauptbeiträgen keine unwesentliche Rolle.

## Geschichte und Formate
Der Begriff „true crime“ als Genrebezeichnung wird seit Mitte des 20. Jahrhunderts verwendet, etwa in Titel und Vorwort einer 1964 herausgegebenen Anthologie des Schriftstellers und Bibliothekars Edmund Pearson (1880–1937), der als Pionier des Genres gilt, und in einer Rezension des Romans Kaltblütig (im Original: In Cold Blood) (1965) von Truman Capote, der als Begründer der Gattung bezeichnet wird. Er rangiert auf der Liste der meistverkauften True-Crime-Bücher auf Platz zwei, hinter dem Buch Helter Skelter (1974) von Vincent Bugliosi und Curt Gentry, das sich mit der Geschichte der Manson-Morde beschäftigt.
Heute spielt sich ein großer Teil, der das Genre ausmacht, im Internet ab, genauer: in zahlreichen Podcasts und Foren, die oft Millionen von Nutzern zu verzeichnen haben (Beispiel: Serial, ein True-Crime-Podcast mit über 50 Millionen Abonnenten). Derartige Plattformen geben u. a. Laien die Möglichkeit, ihre eigenen Theorien zu (ungeklärten) Kriminalfällen aufzustellen und mit anderen Nutzern gemeinsam zu analysieren. Es gibt bereits Fälle, die aufgrund der Erkenntnisse solcher Online-Communities von den zuständigen Behörden neu aufgerollt wurden und daraufhin sogar geklärt werden konnten. Dies war etwa beim Golden State Killer der Fall, der nicht nur ebendiese Bezeichnung, sondern zu einem gewissen Teil auch die Aufklärung seiner Verbrechen der Autorin und „Hobby-Ermittlerin“ Michelle McNamara verdankt.
Mit dem Einstieg des Fernsehens in das Genre kommt es vermehrt vor, dass diesen „Erzählungen“ zwar reale Fälle zugrunde liegen, diese jedoch vermehrt mit Dialogen oder anderen Details ausgeschmückt werden, die sich so nicht unbedingt nachweislich auch in der Realität zugetragen haben. Produzenten erhoffen sich dadurch meist, ein breiteres Publikum anzusprechen und durch mehr Spannung im Vergleich zu herkömmlichen Dokumentarfilmen oder Reportagen eine höhere Zuschauerbindung zu erzielen. Eine Serie, die mit einer Rotten-Tomatoes-Wertung von 98 % überdurchschnittlich gute Kritiken erhielt, ist die von Netflix produzierte Reihe Making a Murderer, die vom Fall des wegen Vergewaltigung unschuldig verurteilten US-Amerikaners Steven Avery handelt.
Für die Ästhethik der Serien- und vor allem Dokumentarformate war laut dem Medienwissenschaftler Herbert Schwab die Dokumentation Der Fall Randall Adams (The Thin Blue Line) von Regisseur Errol Morris aus dem Jahr 1988 stilbildend.
Eine der bekanntesten und gleichzeitig ältesten Fernsehsendungen des deutschsprachigen Raumes, die diesem Genre zuzuordnen sind, ist außerdem Aktenzeichen XY … ungelöst (seit 1967), das erst im Juli 2018 mit 19,8 % Gesamtmarktanteil ein neues Quoten-Hoch seit 2015 einfuhr. Der über Jahrzehnte anhaltende Erfolg des Formats kann als bezeichnend für das gesamte Genre herangezogen werden, das derzeit eine Art „Boom“ erlebt.
Es gibt Zeitschriften, die sich in der Regel um eine sachlich-journalistische, im Vergleich zu Büchern zwar kompaktere, aber dennoch möglichst ausführliche Analyse einiger ausgewählter Fälle bemühen. Ein bekanntes Beispiel für den deutschsprachigen Raum ist das von Gruner + Jahr herausgegebene Magazin Stern Crime, das seit Juni 2015 zweimonatlich erscheint; die erste Ausgabe hatte eine Auflage von 150.000 Stück. Die Zeit hat sich im Frühjahr 2018 mit dem Start ihres Magazins Verbrechen mit ausgewählten Kriminalfällen auseinandergesetzt. Im April 2018 ging die erste Ausgabe des gleichnamigen Podcasts online, in dem Sabine Rückert, die bei der Zeit als Kriminalreporterin arbeitet, im Dialog mit Andreas Sentker, der das dortige Wissensressort leitet, alle 14 Tage einen neuen Fall vorstellt.
Am 27. August 2018 feierte die Magazinsendung Kriminalreport der ARD Premiere. Darin stellt Moderatorin Judith Rakers reale Kriminalfälle vor, die bundesweite Relevanz haben; die Sendung gibt außerdem Einblicke in Hintergründe und in die Ermittlungsarbeit. Im Gegensatz zu Aktenzeichen XY soll die Sendung nicht primär zur Aufklärung von Verbrechen beitragen, sondern die Zuschauer im Sinne der Kriminalprävention vielmehr vor potenziellen Gefahren warnen und Tipps für den Ernstfall vermitteln, z. B. in Betrugsdelikten wie „Fakeshops“.
Seit dem März 2020 sendet SWR2 den Podcast Sprechen wir über Mord?! Der SWR2 True Crime Podcast.
Seit Juli 2020 geht es im Bayern3 True Crime Podcast um unglaubliche, aber wahre Kriminalfälle: Von Fällen, die nur durch Sprachprofiling aufgeklärt werden konnten, über Aussage-gegen-Aussage-Situationen bis hin zu Online-Dates, die vor Gericht gelandet sind. BAYERN 3 Moderatorin Jacqueline Belle und Strafverteidiger Alexander Stevens sprechen dabei über erschütternde Verbrechen, wie im August 2021 über den „Dreifachmord von Starnberg“ und dessen Aufarbeitung vor Gericht.
Seit 2022 sendet das ZDF neben Aktenzeichen XY ... ungelöst auch eine Ablegersendung namens XY gelöst. Darin geht es um die Rekonstruktion aufgeklärter Kriminalfälle, die in früheren Aktenzeichen-Sendungen gezeigt wurden.

## Kritik

### Allgemeine Kritikpunkte
Die mediale Darstellung von Serienmördern übt bereits seit den ersten Buchpublikationen über Ted Bundy (u. a. durch seine persönliche Bekannte Ann Rule) eine Faszination auf Menschen aus, die verstehen wollen, wie es zu solchen Taten kommen kann. Mittlerweile haben Dokumentationen und investigative Formate über Serienmörder und True Crime als Aufmerksamkeitsgaranten den Mainstream erreicht. Laut Sonja Hartl ist dabei problematisch, wie viel Raum den Tätern bei der Erzählung ihrer eigenen Geschichte eingeräumt wird, da diese die Wahrnehmung von Verbrechen und Verbrechern beeinflusst und nicht unvoreingenommen ist.
Torsten Körner, Autor und Vorsitzender des FSF-Prüfausschusses, kritisiert sowohl das Geschäftsmodell als auch die Erzählmethode, bei der die Opfer von Straftaten ungefragt ins Rampenlicht gerückt werden, während der Fokus auf dem jeweiligen Täter liegt.
Die Autorin Margarete Stokowski kritisierte das Genre im Mai 2021 in ihrer Spiegel-Onlinekolumne. Aus realem Leid werde Unterhaltung und Profit geschaffen. Auch Qualitätsformate wie der Podcast Zeit Verbrechen ähnelten darin weniger aufwendig produzierten Formaten.
Das Genre war auch Gegenstand der ZDF-Magazin-Royale-Folge vom 15. Oktober 2021. Darin kritisierte Moderator Jan Böhmermann insbesondere den Einsatz von sogenannten Profilern wie Suzanne Grieger-Langer in True-Crime-Sendungen, die im Unterschied zu Fallanalytikern über keine seriöse kriminalistische Ausbildung verfügen und mit falschen Angaben für ihre Dienstleistungen werben.

### Fallbeispiel einer umstrittenen True-Crime-Dokumentation
Die 2021 erschienene, vierteilige True-Crime-Dokumentation mit dem Titel Der Rhein-Ruhr-Ripper Frank Gust – Das Leben eines Serienmörders, in der persönliche Weggefährten und Experten des verurteilten Serienmörders und Tierquälers zu Wort kommen, wurde für die Art und Weise der Darstellung kritisiert. Der gemeinnützige Verein privater Fernsehanbieter Freiwillige Selbstkontrolle Fernsehen (FSF) bemängelt unter anderem die Art und Weise, auf welche im Bereich Streaming Media wahre Verbrechen aufbereitet werden und potenzielle Zuschauer mit exklusiven Einblicken gelockt werden. Bei der TVNOW-Dokumentation über Gust, wird kritisch hinterfragt, ob den aufgezeichneten Tonbandaufnahmen des Täters und der Sichtweise seiner Mutter nicht zu viel Raum gewährt werden. Der FSF ist außerdem der Ansicht, es sei nicht mit dem Jugendschutz vereinbar, grausame Tatdetails in der dargebotenen Brutalität darzustellen, und bewertete daher alle Teile der Miniserie als ungeeignet für Minderjährige. Außerdem wird kritisiert, der Darstellung des Falles Gust sei bereits bei Markus Lanz, Maischberger und Aktenzeichen XY … ungelöst zu viel mediale Präsenz eingeräumt worden.